# Pstruša
Pstruša je přírodní rezervace v oblasti Poľana.
Nachází se v katastrálním území obce Stožok v okrese Detva v Banskobystrickém kraji. Území bylo vyhlášeno či novelizováno v letech 1979, 1997 na rozloze 7,3605 ha. Ochranné pásmo nebylo stanoveno.